# Ⲝ
Cette page contient des caractères spéciaux ou non latins. S’ils s’affichent mal (▯, ?, etc.), consultez la page d’aide Unicode.
Ne doit pas être confondu avec la lettre grecque Ksi.
Ⲝ (minuscule : ⲝ), appelé ksi, est une lettre de l’alphabet copte utilisée dans l’écriture du copte et de l’ancien nubien.

## Représentations informatiques
Le ksi a été représenté avec les mêmes caractères que le ksi grec jusqu’à la publication d’Unicode 4.1 en mars 2005, à partir de laquelle il est représenté avec des caractères qui lui sont propres. Il peut donc être représenté à l’aide des caractères (Grec et copte, Copte) suivants, :
| lettres   | représentations | chaînes de caractères | points de code | descriptions                 | note               |
| --------- | --------------- | --------------------- | -------------- | ---------------------------- | ------------------ |
| majuscule | Ξ               | Ξ                     | U+039E         | lettre majuscule grecque ksi | avant Unicode 4.1  |
| minuscule | ξ               | ξ                     | U+03BE         | lettre minuscule grecque ksi | avant Unicode 4.1  |
| majuscule | Ⲝ               | Ⲝ                     | U+2C9C         | lettre majuscule copte ksi   | depuis Unicode 4.1 |
| minuscule | ⲝ               | ⲝ                     | U+2C9D         | lettre minuscule copte ksi   | depuis Unicode 4.1 |